# La Riba (les Llosses)
La Riba és un mas al terme de les Llosses inclòs a l'Inventari del Patrimoni Arquitectònic de Catalunya. La masia actualment és una casa de turisme rural.

## Història
Aquesta masia pertanyia a l'antiga parròquia de Sant Esteve, església que actualment ha perdut la parroquialitat en favor de Santa Maria de Matamala. És una construcció del segle xvii. Encara es conserven tres inscripcions que daten del segle XVIII. Una diu: Eudalt Riba me fecit 1789.
És destacable l'acurada restauració que ha estat objecte al segle xx, i que ha permès retornar les seves façanes a l'estat original de pedra vista. Va ser en aquests moments que Moisès Torrents va fer un important vedat de caça. Gràcies a ell, es va poder repoblar d'animals la Serra del Cadí.
L'antiga masia s'ha transformat en casa de turisme rural, per bé que conserva en part la seva funció amb la masoveria.

## Descripció
Es tracta d'una construcció de planta quadrangular col·locada al costat mateix de l'església de Sant Esteve de la Riba. La seva estructura és la pròpia d'una casa pairal: planta baixa destinada a magatzems i dos pisos amb golfes. La façana principal és al sud, on hi podem observar dos nivell de galeries als pisos superiors, mentre que a la planta baixa, la mateixa estructura de les arcades forma una porxada. La coberta de l'edifici és de dos vessants i de teula àrab. Té una cabana i altres coberts adossats a ponent.